# MilSim
MilSim, abreviatura de Military Simulation, se refiere a la simulación en vivo de escenarios de conflictos armados realizada por civiles con fines de entretenimiento, deportivo o nostálgico. Se ha descrito como una forma de " deporte extremo "  y como una recreación histórica .

## Descripción general

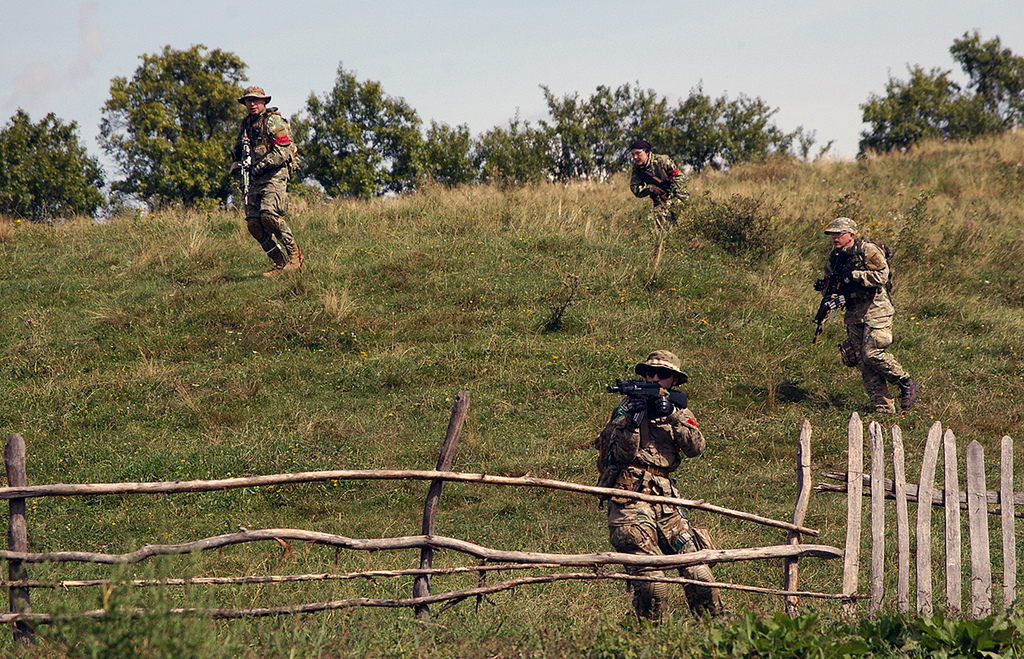
Un equipo de jugadores de MilSim avanzando por un campo.

MilSim incluye actividades que se esfuerzan por brindar una experiencia de combate, simular misiones en el campo de batalla o replicar el entrenamiento al estilo del servicio militar. La capacitación es simulada porque los jugadores participan en escenarios simulados y en realidad no participan en conflictos reales, ni utilizan armamento real. Hay varias formas de MilSim: deportes de tiro (por ejemplo, airsoft, paintball o laser tag) con énfasis en el realismo, basado en escenarios militares y tácticas de equipo, recreación histórica de batallas famosas, imitaciones estilísticas de una época o enfoque militar específico, como el cosplay; y deportes electrónicos de temática militar (por ejemplo, videojuegos). Las armas de Airsoft se usan comúnmente en MilSim debido a su realismo cosmético, balística externa satisfactoria, compatibilidad con accesorios originales para armas de fuego y municiones económicas. Alternativamente, se pueden usar armas simuladas que disparan bolas de fogueo y pistolas de fogueo para agregar inmersión en eventos como MilSim West Los jugadores de MilSim que viven en países donde las armas de airsoft están restringidas o prohibidas por ley también utilizan pistolas de bolas de gel.
En Latinoamérica es un deporte que está creciendo especialmente en Colombia en donde pueden reunirse hasta 600 jugadores para recrear batallas y operaciones militares, en donde varios Clubes requieren membresías para pertenecer y recrear con más honestidad cada juego; Entre esos destaca el Club de Paintball Milsim de Colombia (PMCC) como el más importante y grande, así como movimientos creados para fortalecer la práctica como MilsinFronteras.
Los eventos pueden abarcar batallas históricas o imaginarias, enfrentamientos CQC al estilo de las fuerzas del orden o escaramuzas de infantería ligera con temas de guerra urbana o en la jungla. Los eventos grandes suelen tener requisitos estrictos de entrada y pueden durar varios días sin salir del campo de juego. La experiencia suele incluir campamento, preparación de alimentos, transporte y otra logística militar. MilSim se diferencia de los deportes de airsoft o paintball, aunque todos se basan en tácticas y puntería, MilSim se centra en la autenticidad de las doctrinas militares del mundo real. A menudo hay equipos de apoyo con roles designados, como médicos de combate simulados y artilleros de apoyo simulados.
Originario libremente en Japón en la década de 1980, los eventos MilSim ahora se ven reforzados por una escena activa en Internet . Un presentador estadounidense, MSATO, afirma que MilSim es "el deporte extremo de más rápido crecimiento en todo el mundo". Los eventos más grandes pueden atraer a miles de asistentes, aunque los jugadores a menudo deben conseguir su propio equipo, como uniformes, radios y armas específicas. Los asistentes son diversos y están formados por aficionados, veteranos militares o entusiastas de tan solo 13 años. En el Reino Unido, los organizadores de airsoft trabajan en conjunto con Live Action Role-Players (LARP) en instalaciones de entrenamiento del ejército británico, como Copehill Down y Catterick Garrison. En otros lugares, los escenarios de combate suelen recuperarse de edificios abandonados y bosques privados. Muchos de los campos de juego más grandes se alquilan a entes gubernamentales o a socorristas civiles para su propio entrenamiento de simulación.

## Recreaciones

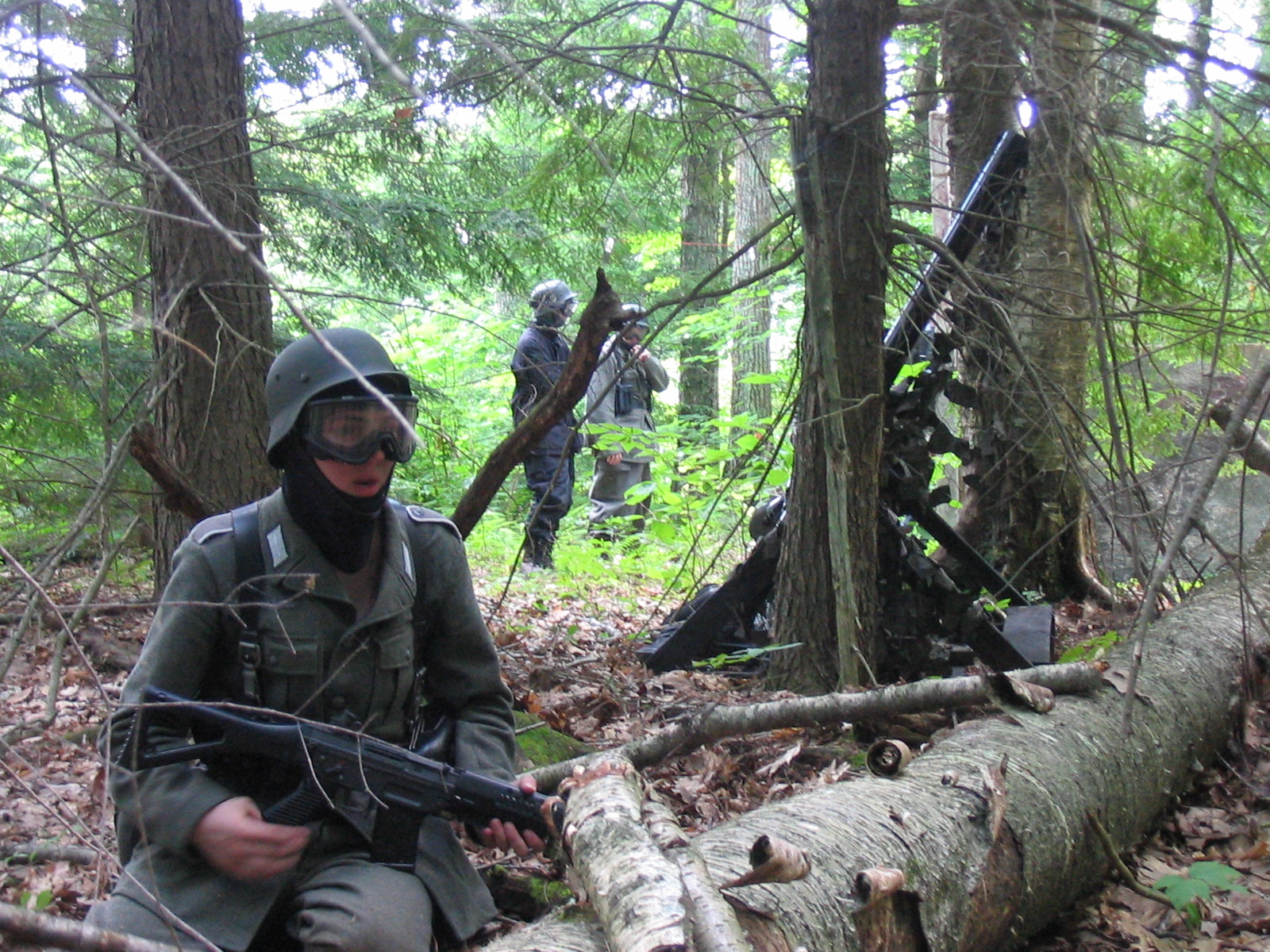
Jugadores de MilSim vistiendo trajes basados libremente en los uniformes de la Wehrmacht durante un escenario de batalla de la Segunda Guerra Mundial.

Al igual que las recreaciones históricas, las recreaciones de MilSim se centran en la precisión histórica de un evento específico. Se sugiere o requiere que todo el armamento, uniformes y equipos sean precisos según el período. La comida, la terminología y la forma de vivir pueden inspirarse en la época; como la Segunda Guerra Mundial, la Tormenta del Desierto o las Guerras Yugoslavas . Por lo general, no se glorifica a los bandos y se anima a los asistentes a ver las batallas a través de los ojos de un soldado común y corriente.
A diferencia de las recreaciones históricas, que en gran medida están escritas con guiones, los eventos MilSim implican la creación de estrategias, a escala de pelotón y escuadrón, para derrotar a los oponentes. Ocasionalmente se consulta a historiadores de la guerra para ayudar a preparar el campo. Regularmente, veteranos militares de varias naciones asistirán u organizarán eventos, lo que brindará mayor precisión al entrenamiento en primeros auxilios, la terminología actual, la vestimenta y las tácticas. Cuando los asistentes deben conseguir su propio equipo, los costos a veces pueden ascender a miles de dólares. Ocasionalmente, se proporciona equipo en préstamo a principiantes.

## Simulaciones
Las simulaciones MilSim son escenarios ficticios con un objetivo realista; estos pueden incluir rescate de rehenes, desactivación de bombas o escaramuzas ficticias, e incluir escenarios con temas de milicias o aplicación de la ley. Estos promueven un "estilo de juego táctico" por encima del airsoft casual. Los jugadores a menudo reciben una sesión informativa extensa que contiene historias, tácticas de misión y reglas de enfrentamiento . La mayoría de las simulaciones buscan la inmersión y la tensión de los jugadores. Las simulaciones MilSim suelen ser más pequeñas y más frecuentes que las recreaciones.

## Usos

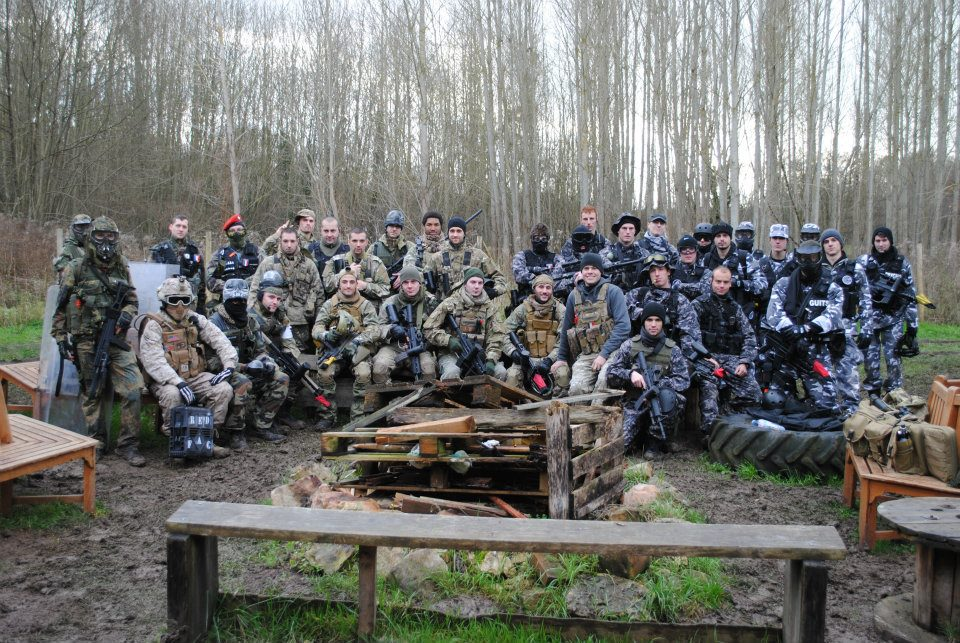
Un grupo MilSim francés

Robert Silverman de Vocativ, integrado en un MilSim de dos días (inspirado en Tears of the Sun de 2003), escribe que "el atractivo está en... el realismo de un mundo irreal, además de un profundo deseo de camaradería y trabajo en equipo". Lo encontraría en una unidad militar real." Especula que "la adrenalina pura, libre de infligir daño real... ataca algo profundamente arraigado en el núcleo de los deportes".
Places Journal, refiriéndose a la presencia de jugadores veteranos y civiles, describe a MilSim como una "escalera que conduce a la guerra y una escalera para bajar". En particular, los veteranos (en lugar de, o además de, la atención de salud mental) "utilizan juegos de guerra como tratamiento autoadministrado para el trastorno de estrés postraumático ".

The movement of troops among the cacophony of heavy machines provides an immersive sensory environment for exposure therapy. With social support, it may be possible for vets to defeat their darkest fears (although Veterans Affairs advises against high-adrenaline treatments that might trigger flashbacks).

Recientemente, los avances en la autenticidad de las réplicas de airsoft han llevado a numerosas unidades militares y policiales a entrenar con armas de airsoft en entornos CQB/CQC . Los eventos MilSim han alentado al ejército estadounidense a promover el alistamiento.

## Juegos de vídeo
Mil-sim es también el descriptor de un género de videojuegos, que a menudo se superpone con el género de disparos tácticos, y que contiene mecánicas y consecuencias más "realistas" que los típicos juegos de disparos en primera persona o de acción. Juegos como Arma y Squad, más que puro entretenimiento, son una simulación de equipos y tácticas y, en ocasiones, se utilizan para entrenamiento militar y ensayos de misiones. Otros juegos, como Red Orchestra: Ostfront 41-45 e Insurgency: Sandstorm, presentan aspectos realistas en su juego. Mil-sims se puede diferenciar de otros juegos de disparos en que, comúnmente:
- Tácticas similares a las utilizadas por los militares en la vida real son efectivas .
- Las armas de fuego siguen el modelo de la vida real. Las balas se agrupan por cargadores (en lugar de por una reserva de munición), las heridas de bala suelen ser mortales y las balas se simulan físicamente, lo que requiere que el jugador tenga en cuenta el viento y la gravedad .
- Los sistemas de los juegos responden a diversas necesidades. Los vehículos pueden tener un espacio de carga limitado y los personajes pueden fatigarse gravemente, incluso hambre y sed.
- Los eventos MilSim organizados por la comunidad dentro de estos videojuegos a menudo hacen que los jugadores se sometan a un "entrenamiento". Un jugador puede estar entrenado en tácticas militares que le darán una ventaja en el juego.